# 229 Adelinda
A 229 Adelinda egy kisbolygó a Naprendszerben. Johann Palisa fedezte fel 1882. augusztus 22-én.